# Varaville
Varaville ist eine französische Gemeinde mit 1.028 Einwohnern (Stand: 1. Januar 2022) im Département Calvados in der Region Normandie. Varaville gehört zum Kanton Cabourg und zum Arrondissement Lisieux.

## Geografie
Varaville ist flächenmäßig die größte Gemeinde an der Côte Fleurie. Sie besteht aus dem Badeort am Meer Le Home und dem älteren Teil, genannt Le Bourg, der von Feldern und Sümpfen umgeben wird. An der östlichen Gemeindegrenze verläuft der Fluss Dives. Das Gemeindegebiet wird von seinem Zufluss Divette durchquert.
Am drei Kilometer langen Sandstrand mit einer Düne stehen einige interessante alte Villen. Das Meerwasser ist von guter Qualität und mit A klassifiziert.
Varaville grenzt an folgende Gemeinden: Merville-Franceville-Plage im Nordwesten, Cabourg und Dives-sur-Mer im Nordosten, Périers-en-Auge im Osten, Brucourt im Südosten, Goustranville und Bavent im Süden, Petiville im Südwesten und Gonneville-en-Auge im Westen.

## Bevölkerungsentwicklung
Die Bevölkerungszahl hat in der zweiten Hälfte des 20. Jahrhunderts stark zugenommen.
| Jahr      | 1962 | 1968 | 1975 | 1982 | 1990 | 1999 | 2010 | 2019 |
| --------- | ---- | ---- | ---- | ---- | ---- | ---- | ---- | ---- |
| Einwohner | 461  | 511  | 596  | 729  | 826  | 815  | 888  | 997  |

## Wirtschaft
Neben der Landwirtschaft spielt heute der Tourismus die Hauptrolle im Wirtschaftsleben der Gemeinde. In den letzten 100 Jahren sind viele Zweitwohnungen auf dem Gemeindegebiet entstanden.

## Sehenswürdigkeiten

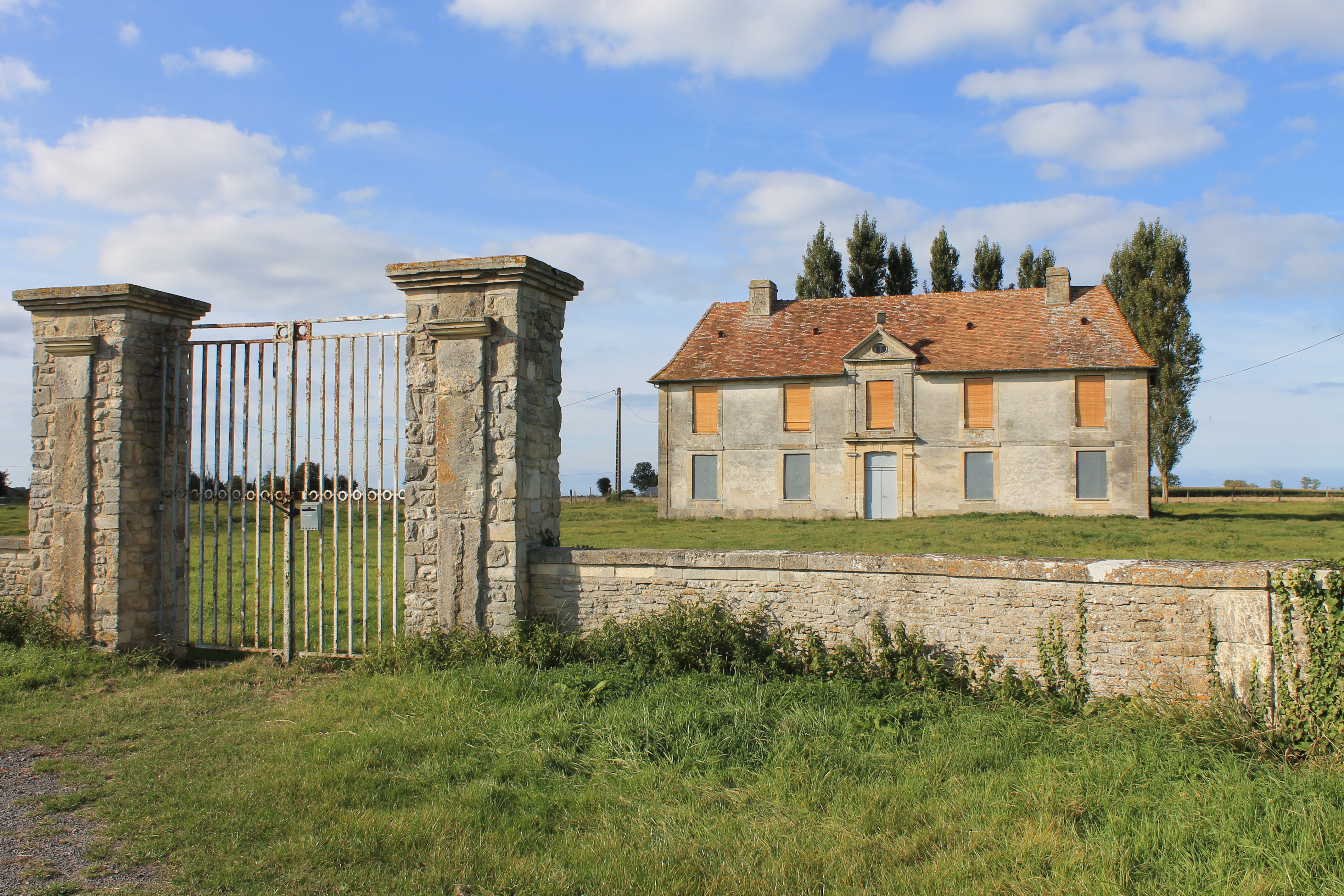
Manoir Cour de la Maison

- Manoir Cour de la Maison, erbaut im 16. Jahrhundert (Monument historique)[1]
- Kirche in Varaville, nach 1945 errichtet
- Kapelle St-Joseph in Le Home aus dem 19. Jahrhundert